# 아이오와 도박 과제
아이오와 도박 과제(Iowa Gambling Task)는 현실세계의 의사결정을 모방한 도박 과제로 심리학에서 사용되는 프로그램이다. 이 과제는 아이오와 대학의 연구자들이 개발을 하였다. 이 프로그램은 초기엔 주목을 받지 못하다가 안토니오 다마지오가 그의 베스트셀러 데카르트의 오류에서 이 과제를 소개하면서 주목을 받기 시작했다..
이 과제는 원래 단순한 도박 과제 로 제시되었다. 하지만 이 과제는 나중에 '아이오와 도박 과제(Iowa Gambling Task)'로 불리게 되었고 종종 베차라의 도박 과제(Bechara's Gambling Task)라고도 불린다. 아이오와 도박 과제는 인지나 감정 관련 연구에서 널리 사용되고 있다. 최근 리뷰에 의하면 100개가 넘는 논문이 이 패러다임을 사용하였다고 한다.

## 과제 구성
참가자는 컴퓨터 화면을 통해 가상의 카드 4벌을 보게 된다. 참가자는 뒤집어진 카드 4장 중 한장을 선택해야 한다. 각 카드에는 상금과 벌금이 있다. 이 중 특정 위치에 놓인 카드는 항상 높은 수익과 높은 위험(돈을 크게 잃는 경우, Bad deck)이 공존한다. 반면 나머지 두 위치에 놓인 카드는 항상 낮은 수익과 낮은 위험(그러나 평균 이득은 위험이 높은 카드보다 높다, Good deck)을 가지고 있다.

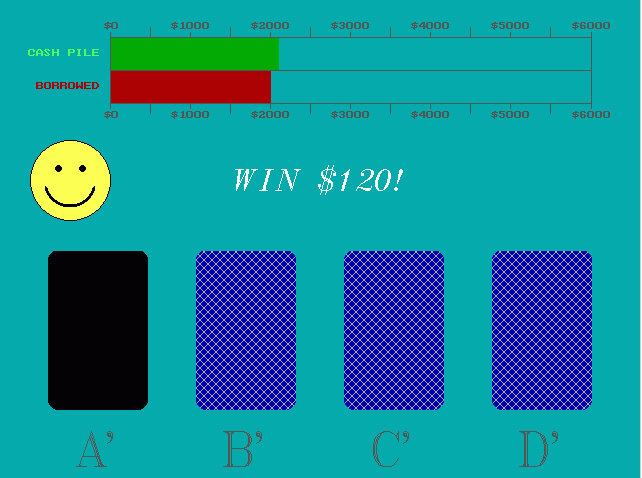
아이오와 도박 과제의 스크린샷

### 일반적인 연구 결과
일반인들의 경우 40-50회 정도 카드를 뽑고 난 다음에는 '좋은 패'가 나오는 위치에서만 카드를 뽑는 경향을 보였다. 그러나 안와전두엽(orbitofrontal cortex, OFC)에 손상을 입은 환자는 계속해서 '나쁜 패'가 나오는 위치를 고수했다. 이들은 이 위치에서 카드를 뽑으면 결과적으로 손해를 본다는 사실을 알고 있음에도 이처럼 행동했다.과제가 진행되는 동안 galvanic 피부저항(galvanic skin response을 관찰한 결과 일반인은 10회 정도가 지나면 '나쁜 패'가 나오는 위치를 알아차렸으며, 의식적으로 알아차리가 전에 무의식적으로 이를 알아낸다는 사실을 발견했다.대조적으로, OFC 장애 환자는 이처럼 벌칙이 함께 들어있는 카드에 대해서 심리적 반응을 보이지 않았다. Bechara와 그의 동료들은 소마틱 마커 가설의 관점에서 이것을 설명한다. 현재 많은 연구들은 fMRI를 통해 정상인이 아이오와 도박 과제를 수행하는 동안 뇌의 어떤 부위가 활성화 되는지, 또 조현증이나 강박 장애같은 환자 집단의 경우는 어떤지 알아보고 있다.

## 아이오와 도박 과제에 대한 비판
IGT가 독보적인 업적을 남겼음에도 불구하고 비판이 없지는 않다. 이 과제를 비판하는 사람들은 과제의 설계와 해석 상에 문제가 있다고 지적한다. 그 동안 논문을 통해 제기된 비판들은 다음과 같다.
- Dunn, Dalgliesh, Lawrence의 논문[4]

- Lin, Chiu, Lee, Hsieh의 연구[6]는 IGT 결과에 대한 해석과 반대되는 현상(prominent deck B 현상)이 일반적이라고 주장한다.

- Chiu와 Lin의 연구는 "sunken deck C" 현상을 발견했다. 이를 통해 원래 IGT에 설계상 혼입이 있었다는 것을 주장한다. 이런 혼입으로 인해 IGT 연구 결과가 소마틱 마커 이론을 지지하는 것처럼 잘못 해석되었다는 것이다.

- 대만의 연구진은 이득-손실의 빈도를 동일하도록 IGT를 수정해서 Soochow Gambling Task(SGT)를 만든 다음 관찰한 결과, 아이오와 도박 과제와 반대되는 결과를 얻었다. 일반인들은 SGT의 경우 즉각적인 이득-손실에만 초점을 맞추었고, IGT(불확실한 상황에서 100회를 진행)의 경우 장기적 이득-손실에 무감각한 반응을 보였다.Richard Peterson은 그의 책 'Inside The Investor's Brain'에서 일련의 SGT 결과들은 나심 탈레브가 말한 'fooled choice in investment'와 일치한다고 말했다.